# ريمون جوبال
ريمون جوبال (بالهولندية: Raymond Joval) مواليد 15 سبتمبر 1968 في أمستردام، هو ملاكم هولندي يصنف ضمن فئة الوزن المتوسط. شارك في دورة الألعاب الأولمبية الصيفية.

## إحصائيات
خاض خلال مسيرته 41 نزالا، فاز في 36 ولم يتعادل وخسر في 5. فاز بالضربة القاضية في 16 نزالا.

## روابط خارجية
- ريمون جوبال على موقع بوكس ريك (الإنجليزية) (registration required)
- ريمون جوبال على موقع أوليمبيديا (الإنجليزية)